# Taipé Chinês nos Jogos Olímpicos de Verão de 2020
Taipé Chinês nos Jogos Olímpicos está representada nos Jogos Olímpicos de Verão de 2020 por um total de 68 desportistas, 35 mulheres e 33 homens, que competem em 18 desportos. O responsável pela equipa olímpica é o Comité Olímpico do Taipé Chinês, bem como as federações desportivas nacionais da cada desporto com participação.
Os portadores da bandeira na cerimónia de abertura foram o tenista Lu Yen-hsun e a halterófila Kuo Hsing-Chun.

## Medalhas[2]
| Nome                                          | Esporte             | Competição           |
| --------------------------------------------- | ------------------- | -------------------- |
| Ouro                                          |                     |                      |
| Lee Yang e Wang Chi-Lin                       | Badminton           | Duplas (M)           |
| Kuo Hsing-chun                                | Halterofilismo      | Até 59kg (F)         |
| Prata                                         |                     |                      |
| Tai Tzu-Ying                                  | Badminton           | Individual (F)       |
| Lee Chih-kai                                  | Ginástica artística | Cavalo com alças (M) |
| Yang Yung-wei                                 | Judô                | Até 60kg (M)         |
| Wei Chun-heng, Tang Chih-chun e Deng Yu-Cheng | Tiro com arco       | Equipe (M)           |
| Bronze                                        |                     |                      |
| Huang Hsiao-wen                               | Boxe                | Até 51kg (F)         |
| Pan Cheng-tsung                               | Golfe               | Individual (M)       |
| Chen Wen-Huei                                 | Halterofilismo      | Até 64kg (F)         |
| Lo Chia-ling                                  | Taekwondo           | Até 57kg (F)         |
| Lin Yun-ju e Cheng I-Ching                    | Tênis de mesa       | Duplas mistas        |
| Wen Tzu-yun                                   | Caratê              | Kumite até 55kg (F)  |